# Javi Soleil
Javi Soleil, nombre artístico de Francisco Javier Álvarez Colinet (30 de abril de 1981), es un cantante español. En 2007 representó a España como miembro de la banda D'Nash en el Festival de la Canción de Eurovisión con la canción «I love you mi vida».

## Carrera
Javi se inició en el mundo de la música en el año 2002, realizando coros de álbumes o giras de artistas. Años después se unió a la boy band española D'Nash.
El sencillo debut de la banda, Capaz de todo, les lanzó a la fama nacional, y tras competir y ser los vencedores de Misión Eurovisión, Javi y el resto de miembros de la banda representaron a España en el Festival de la Canción de Eurovisión de 2007.
En 2013, tras la disolución de la banda, Soleil lanzó Ya no te puedo olvidar, su primer tema en solitario. En 2017 cantó su single «Alas mojadas» con la intención de volver a competir en Eurovisión.
En 2021 lanzó el sencillo Vívela, en el que hablaba sobre los diferentes problemas que había afrontando recientemente el cantante en su vida personal.

## Vida personal
Javi es un hombre abiertamente gay.